# (158) Koronis
(158) Koronis – planetoida z pasa głównego asteroid.

## Odkrycie
Została odkryta 4 stycznia 1876 roku w Obserwatorium Berlińskim przez Viktora Knorre. Nazwa planetoidy pochodzi od Koronis, postaci z mitologii greckiej.

## Orbita
(158) Koronis okrąża Słońce w ciągu 4 lat i 315 dni w średniej odległości 2,87 j.a.
Od niej wzięła nazwę rodzina planetoidy Koronis, która charakteryzuje się podobnymi parametrami orbit obiektów wchodzących w jej skład oraz podobną budową.